# Espaço asférico
Em topologia, um espaço topológico diz-se asférico se todos os seus grupos de homotopia, excepto o grupo fundamental, são triviais.